# Universita 17. listopadu
Universita 17. listopadu (USL), deutsch Universität des 17. November, war von 1961 bis 1974 eine Hochschule für Studenten aus der Dritten Welt, die in Prag, Tschechoslowakei angesiedelt war. Es handelte sich dabei um Studenten aus Afrika, Asien und Lateinamerika, die früher Kolonien europäischer Kolonialmächte waren. Später wurde der Zugang allerdings auch anderen Studenten ermöglicht.

## Geschichte
Die Universität wurde durch eine Regierungsverordnung vom 15. September 1961 errichtet. Sie war neben der Universität der Völkerfreundschaft Patrice Lumumba in Moskau und dem ehemaligen Herder-Institut der Karl-Marx-Universität in Leipzig die dritte Hochschule im ehemaligen Ostblock, deren Ziel es war, Studenten aus der Dritten Welt mithilfe von Stipendien zu gewinnen und sie marxistisch zu orientieren.
Der Name der Universität bezieht sich auf die Ereignisse des 17. November 1939. An diesem Tag kam es während der Sonderaktion Prag zu Massenverhaftungen und einigen Erschießungen von Studenten durch SS-Sonderkommandos in Prag. Der Auslöser war das Begräbnis des Studenten Jan Opletal, der bei einer Widerstandsdemonstration am dem 28. Oktober 1939 angeschossen und schwer verletzt wurde und zwei Wochen darauf verstarb. Seit 1941 ist der 17. November der Internationale Studententag.
Der Sitz der Universität war Prag (auf dem Platz Senovážné náměstí in der Prager Neustadt), ab 1969 gab es eine slowakische Niederlassung in Bratislava.

## Studenten
Angaben über die Anzahl und Struktur der Studenten der Universität gibt es nur vereinzelt. 1968 veröffentlichte die Prager studentische Zeitschrift Fórum zahraničních studentů einen Bericht des Prorektors der Universität, Vladimír Štěpánek, dass in der Tschechoslowakei im akademischen Jahr 1966/1967 41,1 Prozent ausländischer  Studenten aus arabischen Staaten kamen, 28,5 Prozent aus Subsahara-Afrika, 18,9 Prozent aus Asien und 11,5 Prozent aus Lateinamerika (bezogen auf die Gesamtheit aller Studenten aus Entwicklungsländern auf allen tschechoslowakischen Hochschulen). Entsprechend den Interessen und Prioritäten der tschechoslowakischen Außenpolitik kamen die Studenten vorwiegend aus Algerien, Guinea, Mali, Ghana, Sudan, Ägypten, Irak, Syrien, Äthiopien, Jemen sowie Kuba, von wo mehr als die Hälfte südamerikanischer Studenten stammten; später reihten sich in dieses Spektrum auch Studenten aus Indonesien, Indien, Afghanistan und Vietnam. Für das Jahr 1971/1972 sagt ein Bericht des damaligen stellvertretenden Prorektors Juraj Mlynárik aus, dass es in diesem Jahr 713 ausländische Studenten an der Universität gab, die das Studium auf eigene Kosten (d. h. ohne Stipendium) bestritten; sie stellten 34,7 Prozent aller Studenten aus Entwicklungsländern dar. Umgerechnet waren es also 2054 Studenten insgesamt.
Ein weiterer Punkt, der insbesondere später kritisch angesprochen wurde, war die soziale Herkunft der Studenten. Holečková, die in ihrer Studie diverse Quellen auswertet, spricht im Zusammenhang mit dem Ziel, politisch-erzieherische Arbeit  zu verrichten, über Diskrepanzen in diesem Bereich. Studenten, die aus dem zentralafrikanischen Gürtel kamen, stammten zu 60 Prozent aus dem mittleren und hohen Bürgertum und zu 17 Prozent aus der vermögenden Bourgeoisie, die mit der herrschenden Elite verbunden war; was Jemen, Äthiopien und Guinea betraf, so handelte es sich meist Verwandte von Regierungsmitgliedern, Studenten aus Ägypten kamen dann ebenfalls aus dem elitären Bereich der Bourgeoisie.

## Konflikte und Schließung
Die relativ konzentrierte Anwesenheit ausländischer Studenten in der ansonsten vom Ausland abgeschlossenen Tschechoslowakei führte zu verschiedenen Konflikten. Sie können in folgenden Bereichen ausmachen:
1. Konflikte zwischen tschechoslowakischen und ausländischen Studenten (in Studentenheimen, Restaurants und Nachtlokalen); der allgemeine Hintergrund war der problemlose Zugang zu damals sehr begehrten ausländischen Währungen (und somit den Tuzex-Gutscheinen) und die Möglichkeit, in das westliche Ausland zu reisen.
2. Konflikte infolge der sich verändernden Situation in den Heimatländern (als Beispiel werden Indonesien oder Nigeria genannt).
3. Konflikte zwischen verschiedenen Gruppierungen ausländischer Studenten infolge z. B. politischer Unterschiede (so  fand man unter ihnen auch solche, die mehr oder weniger offen mit der Ideologie Mao Tse-tungs sympathisierten und die Sowjetunion -  samt ihren Satellitenstaaten - nach dem Kennenlernen des sogenannten "realen Sozialismus" für eine neue imperialistische Großmacht hielten.[11])
4. Ausländische Studenten beschwerten sich häufig über Rassismus; sie kritisierten, vor allem die Studenten aus Afrika, die häufig herablassenden Bemerkungen und abschätzigen Vorstellungen der tschechischen und slowakischen Studenten (und der Bevölkerung im Allgemeinen) über die afrikanischen Länder, Kultur und Geschichte. Dies betraf dann teilweise auch die Präsentation der afrikanischen Länder in den Medien. Es sind auch Berichte über physische Gewalt bekannt.

Die Universität, d. h. ihr Rektor, mischten sich in die internen Angelegenheiten der Studentenvereinigungen ausländischer Studenten nicht ein und respektierten ihre Autonomie - die Probleme innerhalb der Vereinigungen lösten die Studenten durch Kontakte zu diplomatischen Vertretungen des jeweiligen Landes. Ein Eingreifen seitens des Rektors hätte zu internationalen Verwerfungen führen können, auch wenn die Forderungen einiger Studentengruppen zu der Diplomatie der Tschechoslowakei im Widerspruch standen.
Diese Umstände, zusammen mit dem Abnehmen der Solidarität und des Internationalismus und Optimismus der 1960er Jahre, die man mit diesem  Projekt verband, führten schließlich zur Schließung der Universität zum 30. September 1974, weil die früheren Erwartungen nicht erfüllt wurden. Die Studenten sollten auf andere Hochschulen verteilt werden. Die Historikerin Holečková vermutet hier auch die Gründe für eine Verdrängung und zugleich auch dafür, dass es zu diesem Themenkomplex relativ wenige Untersuchungen und Quellen gibt.

## Spätere Erkenntnisse
Erst Jahre nach der Schließung der Universität 1974 erschien 1982 ein Buch des ehemaligen StB-Offiziers Josef Frolík, der 1969 in die USA überlief. In seinen Aussagen vor der CIA gab er auch einige Informationen über die Universita 17. listopadu preis, die er später veröffentlichte.
Im Wesentlichen ging es um eine besondere Gruppe der ausländischen Studenten, die ihr Stipendium mit Hilfe bzw. auf Initiative des tschechoslowakischen Nachrichtendienstes StB erhielten und in Prag entsprechend im Bereich Spionage geschult wurden. Frolík nennt auch einige Mitarbeiter der StB mit hohen Diensträngen, die an der Universität als Dozenten (sowie einer als stellvertretender Rektor) arbeiteten. Mit diesen Hintergründen beschäftigten sich auch verschiedene Historiker. Der Historiker Josef Petráň behauptet sogar, diese Tatsache war damals eine Art „öffentliches Geheimnis“.